# Inanidrilus leukodermatus
Inanidrilus leukodermatus är en ringmaskart som först beskrevs av Giere 1979.  Inanidrilus leukodermatus ingår i släktet Inanidrilus och familjen glattmaskar. Inga underarter finns listade i Catalogue of Life.